# Tanyproctini
Tanyproctini is een tribus uit de familie van bladsprietkevers (Scarabaeidae). 